# Toray Pan Pacific Open 2006 - Doppio
Il doppio del torneo di tennis Toray Pan Pacific Open 2006, facente parte del WTA Tour 2006, ha avuto come vincitrici Lisa Raymond e Samantha Stosur che hanno battuto in finale Cara Black e Rennae Stubbs con il punteggio di 6–2, 6–1.

## Teste di serie
1. Cara Black /  Rennae Stubbs (finale)
2. Lisa Raymond /  Samantha Stosur (campionesse)

1. Daniela Hantuchová /  Ai Sugiyama (quarti di finale)
2. Elena Dement'eva /  Corina Morariu (primo turno)

## Tabellone

### Legenda
| - Q = Qualificato - WC = Wild card - LL = Lucky loser | - ALT = Alternate - SE = Special Exempt - PR = Protected Ranking | - w/o = Walkover - r = Ritirato - d = Squalificato |